# Hydroptère.ch
 (août 2025).
Si vous disposez d'ouvrages ou d'articles de référence ou si vous connaissez des sites web de qualité traitant du thème abordé ici, merci de compléter l'article en donnant les références utiles à sa vérifiabilité et en les liant à la section « Notes et références ».
L’Hydroptères.ch, aussi nommé l'Hydros.ch entre 2012 et 2022, est un hydroptère catamaran prototype, mis à l’eau le 22 août 2010 près de Lausanne sur les rives du lac Léman en Suisse. Ce bateau a été le voilier le plus rapide du lac Léman en 2014.

## Caractéristiques et histoire
L'Hydroptère.ch est un hydroptère mis à l’eau le 22 août 2010 près de Lausanne sur les rives du lac Léman. C'est un catamaran prototype à foils en V avec coqueron central de 35 pieds, soit environ 10 mètres, construit par le chantier suisse Décision.
Conçu avant tout comme un bateau laboratoire, l'Hydroptère.ch est équipé de très nombreux capteurs afin de collecter une grande quantité de données et d’optimiser ses performances. Il est performant de 2 à 30 nœuds de vents, et capable d’atteindre 2,7 fois la vitesse du vent.
En janvier 2012, les programmes de Hydroptère France et Hydroptère Suisse (devenu Hydros) se séparent en raison de visions divergentes quant à la suite du projet.
En 2014, l'Hydros.ch bat tous les records de vitesse à la voile du lac Léman : records du km et de l'heure et le prestigieux Ruban Bleu en 4h30. Il reste le voilier le plus rapide du lac Léman jusqu'à ce que l'équipe Realteam Sailing prenne le Ruban Bleu le 27 mars 2023 à bord d'un TF35 en 3 heures, 43 minutes et 27 secondes, soit 46 minutes et 48 secondes de mieux qu'Hydros en 2014.
En 2022, Hydros quitte Genève pour rejoindre, à Nantes en France, la flotte de Hydroptère 2.0, société qui a déjà racheté l'Hydroptère à Hawaï en 2019. Pour l'occasion l'Hydros.ch reprend son nom d'origine : l'Hydroptère.ch.
La nouvelle vie de l'Hydroptère.ch ne consistera plus à battre des records mais à embarquer à son bord des expérimentations de projets de recherche techniques et scientifiques pour des tests en conditions réelles extrêmes.

## Records
Les records d’Hydros.ch sont le fruit d’études CFD poussées, de l’évolution de ses coques et appendices, d’études aérodynamiques de ses voiles et de nombreuses optimisation au cours des années.
· 2011 – Lac Léman, Suisse – Record du kilomètre
· 2012 – Lac Léman, Suisse – Record de l’heure
· 2014 – Lac Léman, Suisse – Record du « Ruban Bleu »
· 2014 – Lac de Zürich, Suisse – Record du « Ruban Bleu »

## Partenaires
La banque Lombard Odier est partenaire du projet.